# Leioproctus nigrifrons
Leioproctus nigrifrons är en biart som beskrevs av Michener 1965. Leioproctus nigrifrons ingår i släktet Leioproctus och familjen korttungebin. Inga underarter finns listade i Catalogue of Life.